# Mungyeong
Mungyeong (em coreano:  문경) é uma cidade na província de Gyeongsang do Norte, Coreia do Sul.
O governo local, economia, e redes de transporte estão todas centradas no Jeomchon-dong, o bairro principal. Mungyeong tem uma longa história e hoje é conhecida por seus vários atrativos turísticos históricos e paisagísticos. O nome da cidade significa aproximadamente "ouvir uma boa notícia."
A cidade de Mungyeong será a sede dos Jogos Mundiais Militares de 2015.